# Ecalia (Eubea)
Ecalia (en griego antiguo, Οἰχαλία) es el nombre de una antigua ciudad griega de Eubea.
Pertenecía al territorio de Eretria. En época de Estrabón era solo una aldea y el geógrafo señala que es un vestigio de la ciudad que fue destruida por Heracles.
Según la mitología griega, el rey de Ecalia, Éurito había prometido la mano de su hija Yole a quien lo venciera en una competición de tiro con arco. Heracles lo venció pero Éurito se negó a cumplir su promesa, por lo que Heracles saqueó la ciudad, mató a Éurito y raptó a Yole. 
Sin embargo, había gran discusión en la antigüedad sobre si esta Ecalia se refería a la ciudad de Eubea o a otra situada en Tesalia o incluso a otra que se localizaba en Arcadia. El autor del poema épico La toma de Ecalia (suele atribuirse a Cleófilo de Samos), Sófocles (en Las traquinias) y Hecateo de Mileto (que ubica Ecalia en un lugar llamado Escío, en Eretria) se alineaban junto con los que identificaban esta Ecalia con la población de Eubea. En cambio, Homero, Apolodoro y Aristarco la situaban en Tesalia y Demetrio de Escepsis la situaba en Arcadia.